# Eutelsat 172B
O Eutelsat 172B é um satélite de comunicação geoestacionário europeu construído pela Airbus Defence and Space que está localizado na posição orbital de 172 graus de longitude leste e é operado pela Eutelsat. O satélite foi baseado na plataforma Eurostar-3000EOR e sua expectativa de vida útil é de 15 anos.

## História
A Airbus Defence and Space foi contratada em julho de 2014 pela Eutelsat para projetar e construir um satélite de telecomunicações altamente inovador de alta performance (ele hospeda uma carga útil de alta taxa de transferência nas bandas C e Ku).

## Lançamento
O satélite foi lançado com sucesso ao espaço em 1 de junho de 2017, às 23:45 UTC, por meio de um veículo Ariane 5 ECA a partir do Centro Espacial de Kourou, na Guiana Francesa, juntamente com o satélite ViaSat 2. Ele tinha uma massa de lançamento de 3.551 kg.

## Capacidade e cobertura
O Eutelsat 172B é um satélite totalmente elétrico que está equipado com com 36 transponders de banda Ku e 14 de banda C para fornecer serviços de comunicações via satélite para a Ásia e várias regiões do Oceano Pacífico.